# Loup City
Loup City är administrativ huvudort i Sherman County i Nebraska. Ortens smeknamn är "Polish Capital of Nebraska". Enligt 2020 års folkräkning hade Loup City 1 053 invånare.